# Municipio de Marion (condado de Harrison)
El municipio de Marion (en inglés, Marion Township) es un municipio del condado de Harrison, Misuri, Estados Unidos. Tiene una población estimada, a mediados de 2023, de 363 habitantes.

## Geografía
Está ubicado en las coordenadas 40°25′52″N 93°55′27″O / 40.43111, -93.92417 (40.43108, -93.924061). Según la Oficina del Censo, tiene una superficie total de 91.20 km², de los cuales 90.33 km² corresponden a tierra firme y 0.87 km² están cubiertos de agua.

## Demografía
Según el censo de 2020, en ese momento había 342 personas residiendo en la zona. La densidad de población era de 3.79 hab./km². El 92.40 % de los habitantes eran blancos, el 0.58 % eran afroamericanos, el 0.88 % eran amerindios, el 0.29 % era asiático, el 0.29 % era isleño del Pacífico, el 0.29 % era de otra raza y el 5.26 % eran de una mezcla de razas. Del total de la población, el 0.88 % eran hispanos o latinos de cualquier raza.